# Janusz Ślązak
Janusz Ślązak   (Varsòvia, 20 de març de 1907 - Varsòvia, 24 de febrer de 1985) va ser un remer polonès que va competir durant les dècades de 1920 i 1930.
El 1928 va prendre part en els Jocs Olímpics d'Amserdam, on quedà eliminat en sèries en la prova del vuit amb timoner del programa de rem. Quatre anys més tard, als Jocs de Los Angeles, disputà dues proves del programa de rem. Guanyà la medalla de plata en la competició del dos amb timoner, formant equip amb Jerzy Braun i Jerzy Skolimowski; i la de bronze en la prova del quatre amb timoner, formant equip amb Jerzy Braun, Stanisław Urban, Edward Kobyliński i Jerzy Skolimowski. En aquests Jocs fou l'encarregat de dur la bandera polonesa durant la cerimònia d'inauguració. El 1936, a Berlín, disputà els seus tercers i darrers Jocs Olímpics. Disputà la prova del dos amb timoner, en la que quedà eliminat en sèries.
En el seu palmarès també destaquen dues medalles, una de plata i una de bronze, al Campionat d'Europa de rem i cinc títols nacionals.
Durant la Segona Guerra Mundial va lluitar en la Campanya de Polònia.